# Bonneville-la-Louvet
Bonneville-la-Louvet é uma comuna francesa na região administrativa da Normandia, no departamento Calvados. Estende-se por uma área de 21,03 km². Em 2010 a comuna tinha 795 habitantes (densidade: 37,8 hab./km²).